# Dalbergia rugosa
Dalbergia rugosa är en ärtväxtart som beskrevs av Frank Nigel Hepper. Dalbergia rugosa ingår i släktet Dalbergia, och familjen ärtväxter. Inga underarter finns listade i Catalogue of Life.